# Daniel Torres (Comicautor)

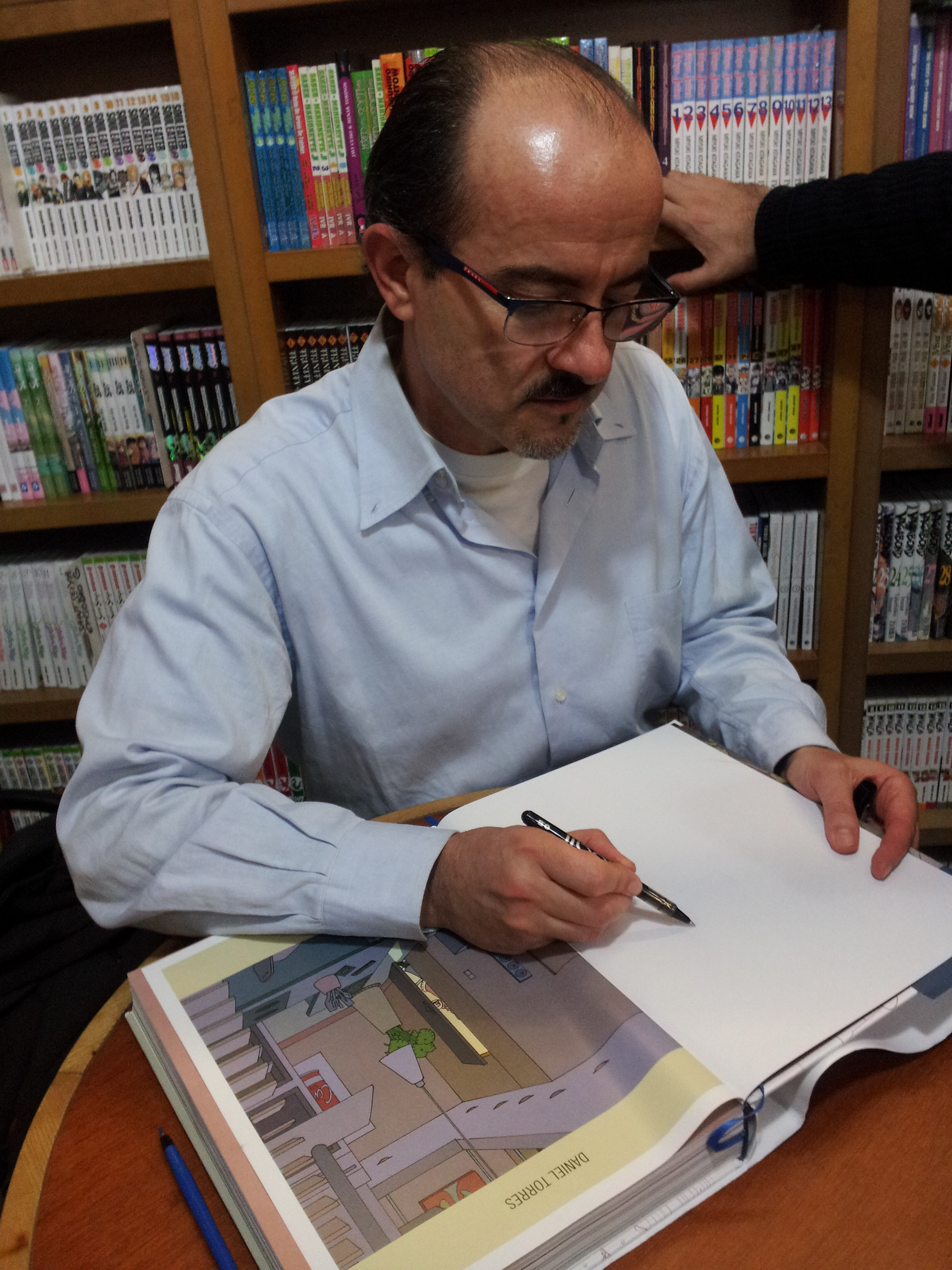
Daniel Torres (2015)

Daniel Torres Pérez (* 20. August 1958 in Valencia, Spanien) ist ein spanischer Comicautor und Comiczeichner.

## Leben
Nachdem Torres in Valencia Kunst und Architektur studiert hatte, kam er nach Barcelona um seine ersten Comicentwürfe vorzustellen. Noch im selben Jahr veröffentlichte er in der Zeitschrift El Vibora seine ersten Comicgeschichten und erschuf die Figur Claudio Cueco. 1982 veröffentlicht er im selben Magazin seine erfolgreiche Geschichte Opium. Im darauf folgenden Jahr hat seine Figur Rocco Vargas in der gleichnamigen Science-Fiction-Serie ihren ersten Auftritt. 

## Werke
- 1980 Claudio Cueco (Norma Editorial)
- 1982  Opium (Norma Editorial)
- 1983 Sabotage (U-Comics), spa. Sabotage (Norma Editorial)
- seit 1983 Rocco Vargas (Edition 52), spa. Roco Vargas (Norma Editorial)
- 1990 Schwarz ist der Winter (Edition 52), spa. El octavo día (Norma Editorial)
- seit 1995 Tom (Ullmann Publishing), spa. Tom (El Pequeño País)
- 1998 Der Engel der Notre-Dame (Edition 52), spa. El ángel de Nôtre Dame (Norma Editorial)